# Enfonsament del Belgrano
L'enfonsament del ARA General Belgrano es va produir el 2 de maig de 1982, durant la Guerra de les Malvines, a conseqüència de l'atac del submarí nuclear britànic HMS Conqueror. L'enfonsament del creuer argentí, va proporcionar als britànics la superioritat naval a la zona. L'atac va causar la mort de 323 argentins, pràcticament la meitat de les baixes d'aquest país durant el conflicte. El fet va generar una gran polèmica en els dos països, ja que es va produir fora de l'àrea d'exclusió establerta pel govern britànic al voltant de les Illes Malvines. És l'únic cas en la història d'un vaixell de guerra enfonsat per un submarí nuclear.

## Cronologia dels esdeveniments anteriors

Mapa de les Malvines amb la toponímia argentina

Mapa de les Illes Malvines amb la toponímia britànica

### Per la part argentina
A principis del març de 1982, la flota argentina aquarterada a Puerto Belgrano va entrar en estat d'alerta a causa del refredament de les relacions diplomàtiques amb el govern britànic per la sobirania de les Illes Malvines i les Illes Geòrgia del Sud i Sandwich del Sud. El comandant de l'ARA Belgrano, Héctor Bonzo, resumeix així la primera notificació que va rebre per part de l'Estat Major sobre l'acció bèl·lica a empendre sobre les Illes Malvines: 
| « | […] se'ns va demanar secretisme total i absolut amb relació a aquesta decisió, atès que el factor sorporesa hauria de ser prioritari en aquesta maniobra [...] | » |

Com a conseqüència, va iniciar la preparació per tal que les unitats compromeses en l'acció poguessin salpar amb l'objectiu de recuperar les illes.
El 28 de març va partir la flota de mar. Però el Belgrano, atès que es trobava sotmès a reparacions rutinàries, va ser l'únic vaixell que va haver de posposar la seva partida. Les tasques de manteniment implicaven la seva estada a port durant dos mesos més.
El manteniment necessari consistia en:
- Rectificació i anivellació de l'artilleria.
- Posada a punt de sistemes de control de tir.
- Ajust de circuits de la unitat de control dels míssils és Sea Cat antiaeris de curt abast.
- Inspecció i manteniment de les turbines.
- Manteniment en calderes, electricitat, auxiliars i control d'avaries.
- Actualització de la part electrònica.
- Tractament preservador del casc i la superestructura.[6]

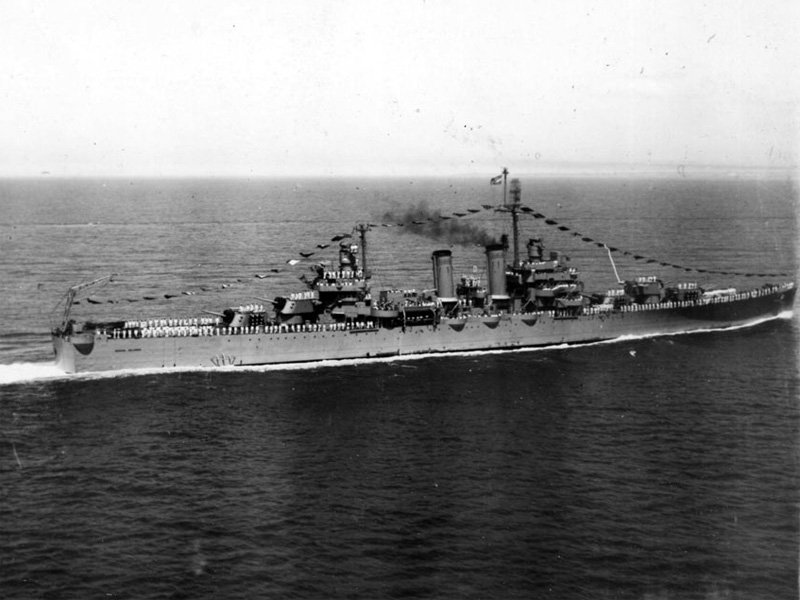
L'ARA General Belgrano

Finalment, després d'anul·lar dues vegades la seva sortida, el dia 16 d'abril de 1982 el Belgrano va partir sota les ordres del comandant Héctor Bonzo. La seva tripulació estava conformada per oficials, sotsoficials, caps, mariners, conscriptos i dos civils, encarregats de la cantina del vaixell, voluntaris en la missió.
Normalment, en temps de pau, la tripulació del vaixell rondava els 750-770 homes, però en aquest cas es va arribar a 1.093 tripulants.
El 100% de la dotació va ser distribuïda en tres horaris de guàrdies rotatives. D'aquesta manera, cada tripulant compliria 8 hores de guàrdia per dia, mentre no s'estigués combatent. Aquesta modalitat mantenia el vaixell en permanent estat operatiu i amb possibilitat d'immediata resposta en tots els sistemes i serveis.
La missió original que se li va assignar al vaixell va ser:
- Navegar fins al teatre d'operacions (zona de conflicte) i estacionament a l'Illa de Los Estados, seguint un rumb paral·lel a la costa i tractar d'amagar les seves intencions.
- Complir tasques relacionades amb la vigilància dels accessos sud al teatre d'operacions (TOAS), interceptar unitats de l'enemic, d'acord amb les ordres, i dissuadir en el marc regional.
- Evitar el contacte tàctic amb unitats de l'enemic que portessin míssils superfície-superfície.
- En cas necessari, i d'acord amb la situació, procedir a l'abastiment a la Base Naval Ushuaia.[5]

Després de romandre uns dies patrullant a la zona d'Illa de Los Estados, el 22 d'abril a les 18:30, el Belgrano va arribar al port d'Ushuaia, per aprovisionar-lo i canviar un lot de munició. Aquest port es va convertir així en l'últim lloc argentí per on va passar el creuer.
El matí del 24 d'abril, l'embarcació va abandonar el port. Quatre dies més tard, el dia 28, es va reunir al nord de l'Illa de Los Estados amb els destructors Piedrabuena i Bouchard i el petroler d'YPF Puerto Rosales, conformant així el Grup de Tasques 79.3 (GT 79.3). Els destructors tenien la funció de protegir-lo, formar una cortina i tractar de posar-fora de perill, tant d'enemics de superfície, com aeris o submarins. El Belgrano, com nau capitana del grup, s'havia de mantenir en espera a la zona entre els meridians d'Illa dels Estats i el Banc Burdwood. Per a la segona fase s'introduiria el concepte de la intercepció d'unitats enemigues i/o neutralització, actuant en coordinació amb altres grups de tasques.
El dia 29 d'abril entre les 9:00 i les 16:00, va completar de manera satisfactòria l'abastiment de 125 tones de combustible en maniobra de navegació (coneguda com a "operació LOGOS") per part del petrolier Puerto Rosales.

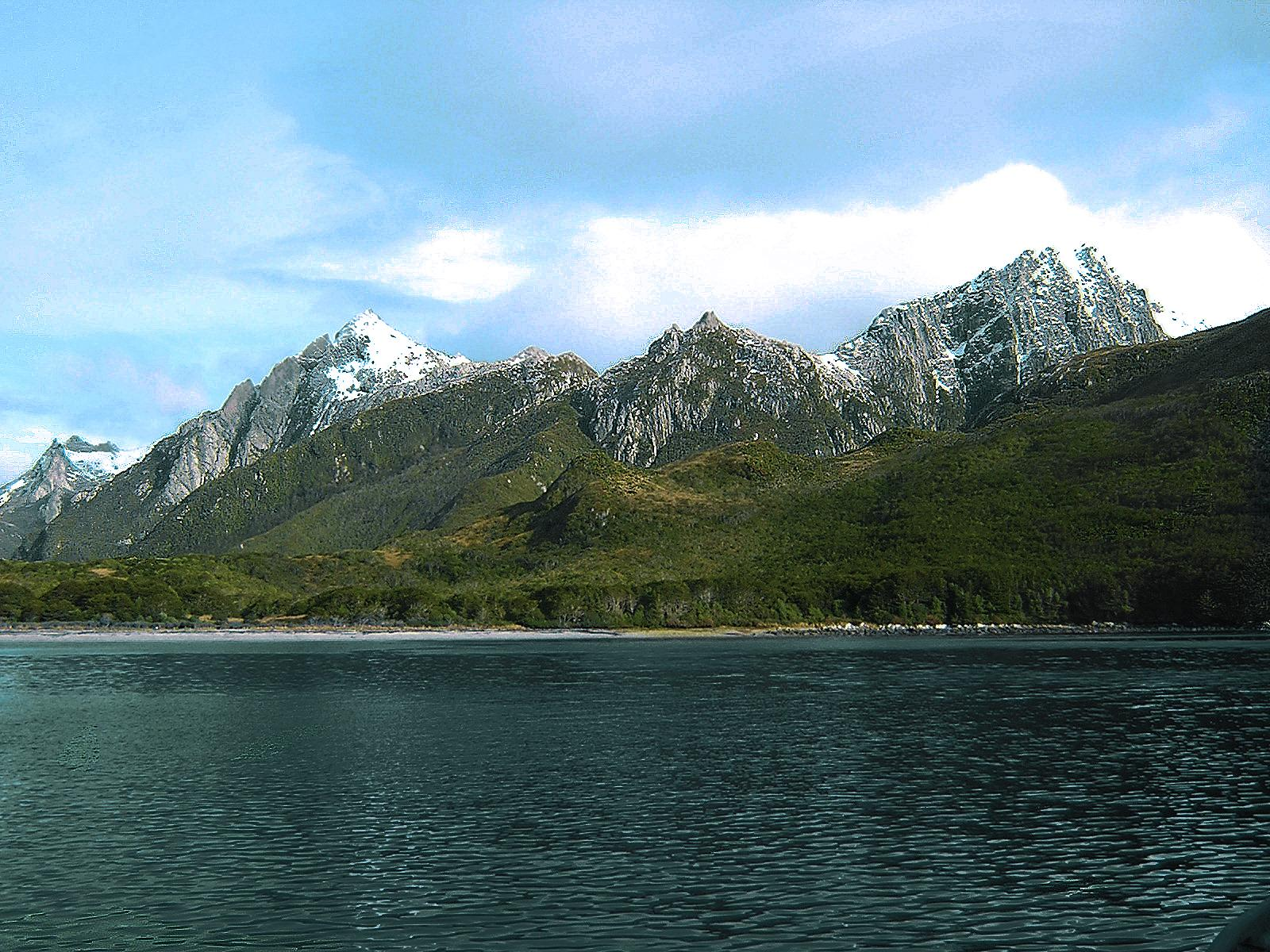
Illa de Los Estados

La tarda de dissabte 1 de maig, minuts després de les 20:00, el creuer va rebre noves ordres. Eren urgents i de clar caràcter ofensiu. El GT 79.3 es convertiria en un dels braços d'una maniobra de pinça que es llençaria contra els britànics des del sud, mentre que el GT 79.2, conformat pel portaavions Veinticinco de Mayo, seria l'altre braç de la maniobra.
El GT 79.3 s'ubicaria cap a l'est i tindria com a missió desgastar a l'enemic utilitzant els míssils MM-38 Exocet transportats pels dos destructors, vuit en total. En el cas del creuer, la seva funció seria la de rematar amb els seus canons als vaixells britànics danyats, ja que l'abast i la potència de les seves torres de 6 polzades el convertien en una eina vàlida.
En aquells dies, les alternatives avaluades pel comandant Bonzo i la seva plana major incloïen l'entrada a l'anomenada zona d'exclusió Total (ZET), contacte tàctic amb els vaixells britànics, rebuig de possibles atacs aeris i suportar possibles atacs de submarins nuclears a la zona d'operacions.
Les ordres donades als bucs del GT 79.3 indicaven la previsió de moviment cap a les 05:30 del 2 de maig, amb un rumb 335º que els aproparia a la Task Force britànica transitant ja dins de la ZET.
A causa de problemes en el portaavions per la seva baixa velocitat i la manca de vent suficient a la zona, es va obligar a retardar l'atac. L'informe rebut pel GT 79.3 a la 1:00, va donar a entendre una possible cancel·lació de l'operació, ja que la flota britànica havia cessat els atacs aeris contra Port Stanley i Goose Green, a més d'iniciar el moviment dels portaavions que s'allunyaven de l'illa.
La cancel·lació definitiva de l'atac va arribar a les 05:00, sorprenent al GT 79.3 mentre estava en ple moviment. Es va rebre llavors un missatge del comandament superior on s'ordenava un canvi de les operacions planificades amb anterioritat. Ara havia de mantenir-se en una àrea més cap a l'oest tot esperant noves ordres. A les 15:20 el Belgrano es va disposar rumb 290º, situant-se a 100 milles de l'Illa de Los Estados i a 35 de la ZET, d'aquesta manera el GT 79.3 realitzava un gir per estribord amb la proa cap a l'est, mantenint-se així en l'àrea d'espera indicada.

### Per la part britànica

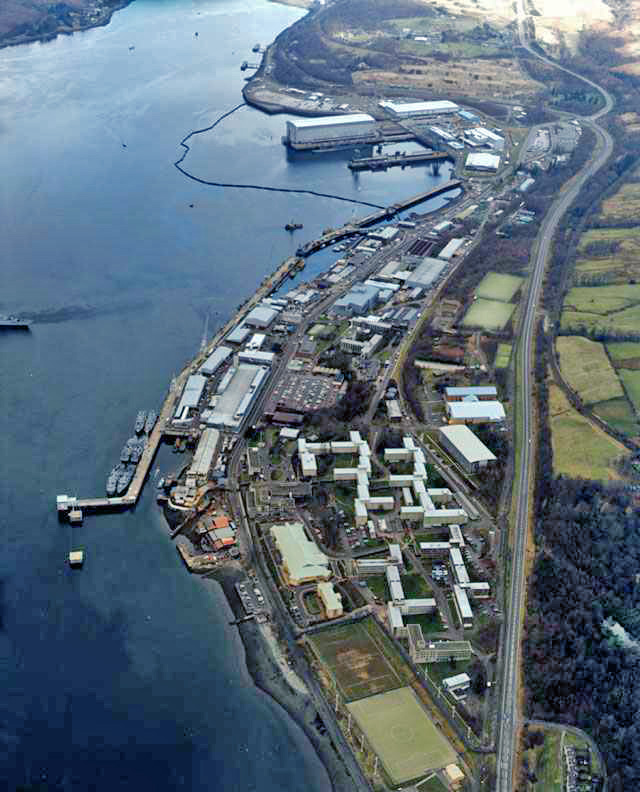
Base naval Faslane, HMNB Clyde.

Després de ser notificats de l'acció bèl·lica empresa per Argentina el 2 d'abril de 1982, reclamant la sobirania de les Illes Malvines (en anglès Falklands), el dia 4 d'abril la flota britànica va enviar un total de 108 vaixells. (liderats per portaavions als quals acompanyaven destructors, fragates i submarins a més de les auxiliars) amb destinació a les Illes Malvines. D'aquesta expedició en van formar part el submarí de propulsió nuclear HMS Conqueror. El Conqueror, comandat per Chris Wreford Brown va salpar des de la base de Faslane, HMNB Clyde, situada al sud-est d'Escòcia, i més de la seva tripulació, portava un grup de comandament d'uns 12 homes denominat SBS (Special Boat Squadron). Portava a més 32 torpedes MK24 i MK8 més antics però suficientment provats i amb una càrrega de Torpex de 340 kg. L'embarcament d'aquest grup de comandos es justificava pel fet que el dia 3 d'abril l'Argentina havia pres possessió per la força de les Illes Geòrgia del Sud. Era probable que els SBS intentessin donar un cop de força en aquelles costes, i de fet aquesta plaça seria recapturada pels britànics el 25 d'abril. El submarí nuclear va recórrer llavors una distància equivalent a un terç del total de la línia equatorial. Les seves ordres no venien del comandament de la Task Force de l'Atlàntic Sud, sinó del Comando Estratègic de Submarins a Northwood, pròxim a Londres.
Cal destacar que el terme reactor nuclear al·ludeix a la seva planta propulsora, i, a diferència dels submarins que posseeixen propulsió dièsel-elèctrica (obligats a exposar la seva snorkel en superfície per recarregar bateries), els nuclears realitzen totes les operacions en immersió, doncs la seva pila atòmica produeix el vapor per moure les turbines. Tenen una capacitat gairebé inesgotable per romandre submergits, ja que la limitació no està en el combustible sinó en la resistència humana. Totes aquestes característiques atorgaven a aquesta unitat i d'altres similars, una operativitat i poder ofensiu de màxim nivell.
El 28 d'abril se li va ordenar navegar cap a l'oest perquè localitzés naus enemigues, ja que es tenia informació sobre la presència d'unitats argentines al nord de l'Illa de Los Estados. Després de 700 milles en dos dies, va arribar al seu destí. En la mateixa nit del 30 d'abril, mentre realitzava tasques de patrulla, va establir contacte amb un grup de vaixells gràcies al sonar de llarg abast, lluny de rutes comercials. Immediatament, el comandant Wreford Brown va ordenar acostar-se fins a tenir contacte visual i arribar a profunditat de periscopi. El mar estava relativament calmat i es tenia bona visibilitat. El sonar de llarg abast havia superat encara les expectatives dels més optimistes en la tripulació. Es va ordenar descendir, augmentar la velocitat i continuar amb el mateix rumb. Una hora més tard va descobrir als vaixells argentins. El matí de l'1 de maig, va tenir en el seu periscopi al Grup Tàctic 79.3 (GT 79.3), en plena fase d'abastiment de combustible. El vaixell es trobava a unes 200 milles de les Illes Malvines. El Conqueror no havia rebut l'ordre per atacar, per tant, es van dedicar a seguir de prop el grup d'enemics, persecució que s'allargaria fins a 30 hores i unes 400 milles.

## Enfonsament

Esdeveniments a l'Atlàntic Sud durant l'enfonsament del Belgrano

L'enfonsament de l'ARA General Belgrano es va produir el dia 2 de maig de 1982 a les 17:00h a la latitud 55° 24′ S i longitud 61° 32′ W, segons declaracions de l'armada argentina. Pocs minuts abans de les 16:00 el submarí nuclear HMS Conqueror va rebre l'ordre d'enfonsar l'ARA General Belgrano. A les 16:02, mentre els artillers que es trobaven de guàrdia provaven alguns mecanismes i la torre II buscava possibles blancs en l'horitzó, el vaixell es va sacsejar violentament fruit d'una poderosa explosió, seguida del tall immediat de l'energia elèctrica que va paralitzar als 1093 tripulants. L'explosió va ser tan forta que la tripulació del Piedrabuena que navegava a distància va creure que era la seva pròpia nau la que havia estat impactada per un torpede. Aquest va ser el primer dels 3 torpedes MK-8 llançats pel Conqueror des d'una distància de 5 km aproximadament (encara que només els 2 primers van fer blanc, el tercer va colpejar al casc del Bouchard sense explotar). El capità del submarí va declarar després que l'elecció de l'arma usada va ser dictada per l'antiguitat del mateix creuer: un torpede de la Segona Guerra Mundial enfonsaria a un creuer del mateix període. El primer torpede va matar a 274 tripulants.
Uns moments més tard una segona explosió es va produir a l'altura de la proa de la nau. Aquest segon impacte va provocar el despreniment de 12 metres de la proa del vaixell. Immediatament va començar la inclinació a babord, va cessar la força motriu i es van apagar els llums, la generació elèctrica d'emergència també va quedar inutilitzada. Cap a les 16.05, es va donar l'ordre de xafarranxo de sinistre, podent constatar que únicament les línies amb la Central de Control d'Avaries, que es trobava a la coberta 05, estaven totalment disponibles. Els llocs de combat de Control d'Avaries distribuïts en tot el vaixell estaven en una situació molt crítica, havien estat greument afectats per les explosions i els danys causats eren massa importants per controlar-los amb els mitjans disponibles en aquell moment. Es va iniciar l'obertura de les portes estanques que donaven a la coberta principal per permetre agilitzar l'evacuació de les zones inferiors, tasca extremadament complicada a causa que la xarxa de comunicacions havia quedat fora de servei.
A la coberta principal es localitzava la Central de Comunicacions. El seu responsable va ordenar el procediment necessari per a aquestes situacions, incloent-hi l'embossament de les claus secretes en bosses lastrades. Aquestes borses van ser llançades després al mar. El personal de la Central va col·laborar activament en tot el que va ser necessari. Una coberta més a baix es trobava la cambra de ràdio i, prop de la cabina del comandant, es trobava el CIC (Centre d'Informació i Combat del vaixell). Els danys en aquesta sala van ser extensos i van provocar ferides al personal per caiguda de les canonades i part dels taulers d'informació. Malgrat la foscor i altres inconvenients, tot el personal va sortir i va aconseguir arribar a la coberta principal. Els compartiments de màquines C -1 i C - 2 van ser afectats pel primer torpede britànic. L'impacte va ser just a la quaderna 106 de la mampara pròxima al compartiment i l'explosió no va deixar supervivents en aquest sector. Allí es trobaven precisament els dos cuiners, únics civils presents al vaixell i els primers a morir. La sala C-1 va patir un sobtat tall d'energia, ja que els generadors principals 1 i 2 havien deixat d'operar. El menjador de la tripulació, situat sobre el compartiment C-2, va ser l'àrea més afectada i on més efecte va tenir sobre la tripulació. A causa del fum les llanternes individuals no aconseguien il·luminar més enllà de 30 centímetres i es feia molt difícil orientar-se.
Els tambors de combustible de l'helicòpter van ser llançats al mar, perquè no explotessin. La Central de Tir va poder ser evacuada ràpidament gràcies a l'immediat funcionament de les llanternes, ja que el xafarranxo de sinistre s'havia donat just en el moment en què els problemes van començar a agreujar-se. En les Torres 4 i 5 de popa, el fum que sortia era molt dens, ja que el torpede havia impactat en les proximitats de la càmera de projectils de la torre 4 i la seva corresponent santabàrbara. Les unitats de Control d'Avaries van definir el sector com a àrea de destrucció total.
La infermeria se situava en la tercera coberta. Quan les explosions es van produir, l'encarregat de guàrdia va organitzar el desallotjament enmig d'una densa foscor. Poc després va arribar el cirurgià que va començar a prestar ajuda als ferits i cremats. Un infermer va començar a rebre el personal que arribava des de popa, banyats en petroli i amb cremades, donant-los llençols i cobrellits. El treball de primers auxilis era intens, a més dels ferits i cremats, es va haver d'atendre als homes amb principis d'asfíxia a causa del fum. El personal de sanitat corria per les cobertes baixes, revisant les cabines perquè no hi hagués personal malferit que pogués quedar abandonat. En el moment que van concloure que no hi havia internats a la infermeria i que les cabines eren buides, es va procedir a recollir flassades i es van dirigir cap a la coberta.
Durant aquests minuts, el personal va començar a dirigir-se a les estacions d'abandonament assignades. El vaixell tenia 72 bots salvavides, dels quals només se'n necessitaven 62 i la resta eren de reserva. Les ordres arribaven a través de simples megàfons de mà i es retransmetien cridant el més alt possible. Abundaven els ferits, que arribaven carregats a les espatlles dels seus companys. El cap de sanitat, una vegada supervisada l'evacuació dels internats en la infermeria, es va dirigir també a coberta i al costat d'un altre oficial de sanitat, va aplicar morfina als casos més greus.
Cap a les 16:10 la inclinació (escora) augmentava 1° per minut, de manera que el vaixell ja s'inclinava 10° a babord. El casc va començar a enfonsar-se amb una major incidència de popa, a causa de la gran entrada d'aigua a l'hangar ia la sala de màquines. Com a prevenció, es van començar a llançar les basses a l'aigua, que es van obrir automàticament en caure. Van quedar surant al costat, subjectes per les amarres. Pocs minuts més tard es va estabilitzar la inclinació i va crear l'esperança que el vaixell es mantindria més temps a flotació. Per la rapidesa dels successos, alguns tripulants van arribar a coberta poc abrigats i se'ls va començar a auxiliar amb el que es tenia a mà, es van improvisar una espècie de ponchos a partir de les mantes de llana dels llits. Alguns van intentar el descens a les cobertes inferiors per ajudar els seus companys, perdent la vida en aquest intent.
A les 16:23 el comandant Hèctor Elias Bonzo va donar l'ordre d'abandonar la nau, iniciant-se així la maniobra. La maror que hi havia, va dificultar la visió i comunicació entre les basses, per la qual cosa algunes van quedar sobrecarregades amb 30 persones i altres subocupades amb no més de 3. A les 16:50 l'escora de 60° anunciava l'enfonsament, i en 10 minuts el creuer va ser engolit per les aigües aproximadament en el punt 55° 24′ 0″ S, 61° 32′ 0″ O / 55.40000°S,61.53333°O de l'oceà Atlàntic.
| «                        | […] un cop ja em trobava al bot salvavides, algú m'avisà que el vaixell s'estava enfonsant ... aquí va ser on vaig treure el cap i vaig veure els últims moments del Belgrano, allà, a prop, enfonsant-se ... totalment. | » |
| — Comandant Héctor Bonzo | |   |

## Operació de rescat
Un cop la notícia de l'enfonsament del Belgrano va arribar al continent, es va disposar immediatament l'operatiu de rescat. Al destructor Piedrabuena se li va ordenar tornar a tota màquina al lloc, mentre el Bouchard encara es trobava allunyat. Les condicions meteorològiques eren precàries, hi havia una forta tempesta que va dificultar seriosament als vaixells arribar a la zona. El Piedrabuena va ser el primer a fer-ho, però en el punt de contacte (on es presumia que havia estat l'atac) no quedaven rastres, ni de l'ARA General Belgrano, ni dels bots salvavides. Aproximadament a les 09:00 del dilluns 3 de maig, l'avió Neptune 2-P-111 de l'armada argentina, comandat pel capità Pérez Roca, va veure a la zona una gran taca de petroli, però la localització dels bots seguia sent negativa. L'avistament es feu finalment a les 13:00 des d'un dels "Neptune" per part del sotsoficial Ramón Leiva. Ràpidament es va avisar a les altres unitats de recerca de l'albirament d'un gran camp de bots salvavides que s'estenia per aproximadament dues milles marines (uns quatre quilòmetres a la rodona), i que es trobaven prop del destructor Piedrabuena. Van començar així els treballs de rescat, sempre dificultats per la forta tempesta que assotava l'oceà Atlàntic. En gran part dels bots es trobava algun mort, ferits, cremats, i la majoria dels supervivents presentava principis d'hipotèrmia en algunes parts del seu cos (en gairebé tots els casos les cames).
| «                                                                          | […] feia moltíssim fred, ens orinàvem sobre per escalfar la cintura, ens posàvem les mans al pit i ens vomitàvem a sobre per escalfar una mica el cos […] el principal temor en aquest moment era que alguna persona morís congelada, estàvem amb temperatures sota zero […] (en el moment del rescat per part dels vaixells) cadascú havia de tractar de pujar d'alguna manera ..., en el meu cas, em van haver de lligar, perquè em trobava bastant congelat, com la majoria ... i ja realment no teníem molta força per suportar un últim esforç ... era molt difícil. | » |
| — Un supervivent del Belgrano sobre les hores passades als bots salvavides | |   |

A la matinada del 5 de maig, els vaixells van arribar al port d'Ushuaia amb els supervivents, que van ser transportats per via aèria a Badia Blanca, on els esperaven els seus familiars. L'operació de rescat es va allargar fins al dia 9 de maig, verificant la impossibilitat que quedessin més supervivents o cadàvers a la zona. Els vaixells van recollir un total de 793 tripulants, 23 dels quals ja morts. El total de baixes sofertes en l'atac va ascendir finalment a 323.
| Vaixell de rescat           | Supervivients | Morts | Total |
| --------------------------- | ------------- | ----- | ----- |
| ARA Gurruchaga              | 363           | 2     | 365   |
| Buc Polar ARA Bahía Paraíso | 70            | 18    | 88    |
| Destructor ARA Bouchard     | 64            | 0     | 64    |
| Destructor ARA Piedrabuena  | 273           | 0     | 273   |
| Pesquer Belokamensk         | 0             | 3     | 3     |
| TOTAL                       | 770           | 23    | 793   |

## Commemoracions
Cada any, el 2 de maig, es realitzen a l'Argentina diferents actes i cerimònies religioses on familiars, supervivents i amics assisteixen per perpetuar el record dels 323 morts. El 1998 es va viatjar a la zona de l'enfonsament, on familiars i companys de tripulació van llançar flors i cartes al mar en forma d'homenatge als caiguts. El 3 de maig de 2001, en un homenatge realitzat al Congrés de la Nació Argentina es van lliurar diplomes a les autoritats i als supervivents. Aquest dia es va declarar el punt de l'enfonsament com a Lloc Històric Nacional i Tomba de Guerra. L'Associació Amics del Creuer ARA Gral. Belgrano, formada per tripulants i familiars, realitza diversos actes i homenatges als caiguts en l'esdeveniment per tal de mantenir viu el record del vaixell. Avui en dia més de mig centenar d'escoles porten el nom del vaixell.

### Monuments
Des del mateix 1982 s'han erigit diversos monuments als militars caiguts en l'enfonsament del creuer, molts d'ells auspiciats per l'Associació d'Amics del Belgrano.
- 1982, Buenos Aires: Monument de l'Armada als Mariners Caiguts en la Gesta de 1982. Cantonada d'Av Del Libertador i Av Comodoro Martín Rivadavia.
- 1983, Puerto Belgrano: Monument de l'Armada al Creuer ARA General Belgrano i els seus 323 herois. Dàrsena de la Flota de Mar, davant del moll que ocupà el Creuer.
- 1990, Buenos Aires: Monument Nacional als Caiguts en la Gesta de les Illes Malvines i l'Atlàntic Sud. Plaça San Martín, sobre l'Av Del Libertador.
- 1991, Buenos Aires: Cenotafi erigit per l'ajuntament en record dels 323 Caiguts en el Creuer ARA General Belgrano. Avda. Patricias Argentinas, davant de l'Hospital Naval Pedro Mallo Parque Centenario.
- 1993, Rosario: Monument de l'ajuntament i primer de l'Associació Amics del Creuer General Belgrano. Parque Nacional A la Bandera.
- 1995, Adrogué (Buenos Aires): Monument de l'ajuntament de l'Almirant Brown i segon de l'Associació Amics del Creuer General Belgrano. Plaza Almirante Brown.
- 1997, Paraná (Entre Ríos): Monument de l'ajuntament i tercer de l'Associació Amics del Creuer General Belgrano.
- 1997, Ushuaia (Terra del Foc) Monument de l'ajuntament i quart de l'Associació Amics del Creuer General Belgrano.
- 1997, Posadas (Província de Misiones): Monument de l'ajuntament i cinquè de l'Associació Amics del Creuer General Belgrano.
- A Sumampa (Província de Santiago del Estero) es va anomenar un carrer en honor d'"Omar Hilario Gorosito", ciutadà sumampeny mort en l'enfonsament.
- A Vera (Província de Santa Fe) es va anomenar un carrer en honor d'Alcides Gomez, soldat mort en l'enfonsament. Una escola a "Paraje El Cerrito" (Província de Santa Fe), també porta el seu nom.

### Decrets i lleis
Com a homenatge per part del govern argentí, el 21 d'agost de 1997 es va promulgar l'ordenança municipal 51481/97, que estableix que en totes les escoles dependents del Govern de la Ciutat de Buenos Aires, el dia 2 de maig de cada any, la bandera sigui hissada a mig pal.
El 26 de juny de 1998, sota l'empara del decret 745/98, es va declarar el dia 2 de maig com "Dia Nacional del Creuer ARA General Belgrano" en record de tots els tripulants que van morir a conseqüència de l'atac sofert per aquest vaixell de l'armada Argentina, durant el conflicte bèl·lic de l'Atlàntic Sud lliurat entre el 2 d'abril i el 14 de juny de 1982.
El dia 18 de maig de 2001 es va promulgar la llei 586/01, que declara el dia 2 de maig de cada any com "Dia dels Tripulants de l'ARA General Belgrano". Aquesta llei inclou a més en el calendari escolar la realització d'activitats commemoratives de l'enfonsament i disposa a tots els establiments educatius que la bandera romangui hissada a mig pal en homenatge als caiguts.
El 27 de novembre de 2001 es va promulgar la Llei Nacional N ° 25.546 en la qual es declara el lloc d'enfonsament del Creuer General Belgrano com Lloc Històric Nacional i Tomba de Guerra.

## Crim de guerra o acció bèl·lica

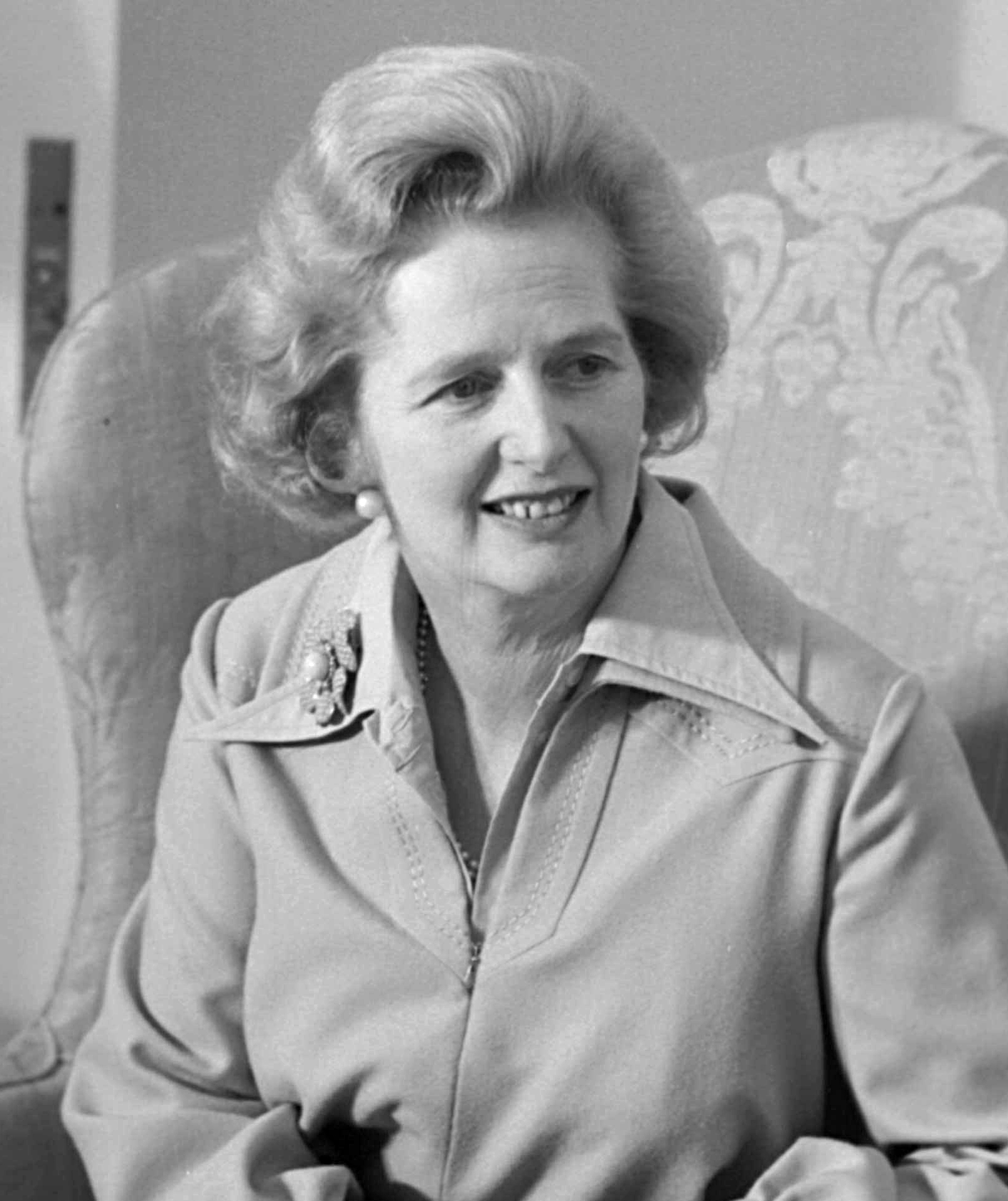
Margaret Thatcher en l'època que era primera ministra

Alguns documents secrets desclassificats revelen que Margaret Thatcher va buscar un cop d'efecte en torpedinar el creuer argentí. Es buscava llavors un "blanc d'oportunitat" des de feia almenys tres dies, amb la intenció de donar un gran cop que aliniés als britànics darrere de la seva decisió i col·loqués a la defensiva a la dictadura argentina. D'aquesta manera el 30 d'abril, la primera ministra britànica va rebre la notícia que el submarí nuclear HMS Conqueror havia localitzat el Belgrano. El 2 de maig a les 16.00 (hora Argentina), Margaret Thatcher es reunia amb el seu gabinet de guerra a la residència campestre de Checkers, propera a Londres. Va ser durant aquesta reunió que es va donar l'ordre al comandant del Conqueror d'enfonsar el creuer.
Existeix un cert debat sobre la legitimitat dels fets a causa de l'establiment d'una àrea d'exclusió per part dels britànics, i la certesa que el creuer es trobava fora d'aquesta àrea. El 2005 Pedro Luis Galazi, segon en la jerarquia al vaixell, en unes declaracions fetes al diari argentí "La Capital", considerava legítima l'acció del submarí. El segon comandant del Creuer General Belgrano va justificar virtualment aquesta acció en assenyalar que es trobaven en guerra, i que no tenia sentit dir que els britànics no havien d'atacar perquè el vaixell argentí perquè es trobava fora de la zona d'exclusió, com sostenen els qui qüestionen la legitimitat de l'atac. Explica a més que ells (la flota argentina) també podien entrar en combat. Revela que no posseïen míssils, però que sí que anaven acompanyats per dos destructors i que el Belgrano comptava amb canons de 20 km d'abast. Va aclarir a més que "la zona d'exclusió" és un diagrama geogràfic important en situacions de bloqueig, però no en un conflicte de guerra.
Per part britànica va ser Sandy Woodward, el llavors cap de la Taskforce britànica, que va aclarir que no podien permetre que un vaixell de guerra argentí s'apropés a una zona d'exclusió en forma arbitrària perquè els ataqués còmodament des d'allà. Va crear polèmica en el seu moment en els mitjans argentins també el fet que el capità del submarí, en tornar a base, va hissar la bandera pirata Jolly Roger. Però aquest succés va ser ràpidament aclarit per les autoritats britàniques que van explicar que aquesta bandera representa per a la Royal Navy el símbol històric de l'enfonsament de vaixells enemics.
El 1993 l'enfonsament del Creuer ARA General Belgrano va ser denunciat pels familiars de les víctimes davant la Comissió Investigadora de les Violacions dels Drets Humans, dependent del Ministeri de Defensa de la República Argentina com un crim de guerra innecessari. La Comissió Investigadora, en una resolució dividida va estimar, no sense polèmiques, que la investigació de l'enfonsament del creuer no entrava en les seves competències.
El 2 de juliol de 2000, familiars dels caiguts, van denunciar a Thatcher per l'enfonsament del Belgrano. L'ex primera ministre del Regne Unit va ser acusada pels familiars d'"homicidi qualificat" davant el Tribunal Internacional de Drets Humans d'Estrasburg, que va rebutjar el cas.
El 2005, l'almirall Enrique Molina Pico, excap de l'Estat Major General de l'Armada, en unes declaracions escrites fetes al diari argentí "La Nación", va escriure:
| « | […] La força naval que integrava s'havia desplegat per realitzar un atac a la flota britànica conformant una operació coordinada amb altres grups navals; el rumb que tenia els allunyava momentàniament de la flota enemiga, ja que l'almirall comandant va estimar convenient esperar un moment més adequat. […] Tots els comandants al mar havíem rebut la comunicació britànica de l'establiment d'aquesta àrea. El missatge establia en la seva part final: «El govern de Sa Majestat es reserva el dret d'atacar qualsevol nau o aeronau, dins o fora de la zona d'exclusió, que consideri un perill per a les seves forces». Deixar la zona d'exclusió no era deixar la zona de combat per entrar a una àrea protegida. […] No va ser una violació al dret internacional, va ser un acte de guerra […] Pensar que van ser pobrament assassinats i no que van morir en combat és ofendre la memòria que mereixen els qui van lluitar per nosaltres. | » |